# Cicadula longiseta
Cicadula longiseta är en insektsart som beskrevs av Van Duzee 1892. Cicadula longiseta ingår i släktet Cicadula och familjen dvärgstritar. Inga underarter finns listade i Catalogue of Life.